# 叶夫根尼·弗拉基米罗维奇·阿列克谢耶夫
叶夫根尼·弗拉基米罗维奇·阿列克谢耶夫（俄語：Евгений Владимирович Алексеев，1985年11月28日—），俄罗斯国际象棋棋手、特级大师。
阿列克谢耶夫于2001年获国际象棋特级大师称号。2006年，夺得俄罗斯国际象棋全国冠军。2007年，获俄航杯国际象棋公开赛冠军。2008年，又在比尔国际象棋特级大师赛中夺魁。